# Julio Sergio Cardozo
Julio Sergio Cardozo foi conferencista, consultor de empresa, professor livre docente de controladoria e finanças, lecionava no programa de mestrado em ciências contábeis da UERJ, contador e administrador. Detentor do premio Conselho Federal de Contabilidade e Ciências Contábeis. Medalha do Mérito Contábil CRC (ES), Medalha Joaquim Monteiro de Carvalho, Ordem do Mérito Contábil CRC (SP). Presidente da Confraria dos Peraltas, que inclui membros como, Luis Cruz, CEO da Nortene, Rodrigo Britto, CEO da MRB Gestão de Negócios, Nuno Marçal, CEO da VBMC Consultores, e Paulo Marcos Senra Souza, fundador da Amil.
Foi chairman e CEO da Ernst & Young South America até 2007. Hoje é membro do Board Ernst & Young América. Após a sua saída da Ernst & Young fundou a Julio Sergio Cardozo & Associados e foi também palestrante assuntos como pós-carreira e longevidade.
Autor dos livros, Você Não Tem de Ceder! (ISBN 8535223509), Editora Campos e O Melhor Vem Depois (ISBN 9788502090149), Editora Saraiva.